# جامعه‌شناسی تئاتر
جامعه‌شناسی تئاتر کتابی از ژان دووینیو است.

## ترجمهٔ فارسی
این کتاب با ترجمهٔ جلال ستاری در سال ۱۳۹۲ منتشر و در مراسم کتاب سال جمهوری اسلامی ایران به‌عنوان کتاب برگزیده معرفی شد.
جلسهٔ نقد و بررسی کتاب در خرداد ۱۳۹۴ در سرای اهل قلم برگزار شد.

## نقد
فرانسوا-آندره ایسامبرت (جامعه‌شناس فرانسوی) نقدی بر این کتاب نوشته‌است.